# Красний Шадим
Красний Шади́м (рос. Красный Шадым, ерз. Красный Шадым) — село у складі Ковилкінського району Мордовії, Росія. Адміністративний центр Красношадимського сільського поселення.
Населення — 288 осіб (2010; 404 у 2002).
Національний склад станом на 2002 рік:
- росіяни — 96 %